# Halenia campanulata
Halenia campanulata är en gentianaväxtart som beskrevs av José Cuatrecasas. Halenia campanulata ingår i släktet Halenia och familjen gentianaväxter. Inga underarter finns listade i Catalogue of Life.